# Lynchia maquilingensis
Lynchia maquilingensis är en tvåvingeart som först beskrevs av Ferris 1924.  Lynchia maquilingensis ingår i släktet Lynchia och familjen lusflugor. Inga underarter finns listade i Catalogue of Life.